# Vrbina (Krško)
Vrbina je vesnice, jedno ze sídel občiny Krško ve Slovinsku. Nachází se v Posávském regionu na území historického Kraňska. Rozloha vsi je 1,93 km² a k 1. lednu 2016 zde žilo 9 obyvatel.

## Geografie
Vesnice se rozkládá v nížině na levém břehu řeky Sávy na jihovýchodním předměstí města Krško. Velkou část plochy vsi zaujímá jaderná elektrárna Krško. V jejím areálu je zároveň umístěn sklad vyhořelého jaderného paliva.